# Спорт у Аустралијској престоничкој територији
Спорт у Аустралијској престоничкој територији се односи на спорт у Аустралијској престоничкој територији. Многи спортисти тренирају и играју управо у овој територији. Постоје многобројни тимови, националне лиге у неколико спортских дисциплина, рагби уније и лиге коју су смештени у АПТ-у. Од 1981. основан је Аустралијски институт спорта. Најпопуларнији спортови су аустралијски фудбал, крикет и рагби лиге.